# Svatopluk Sova
Svatopluk Sova (18. ledna 1913, Opatija – 8. srpna 1984, Praha) byl český fotograf. Kromě jiného dokumentoval Pražské povstání v roce 1945. V období válečného protektorátu pracoval pro časopisy Kuratoria pro výchovu mládeže v Čechách a na Moravě.

## Publikace
- SOVA, Svatopluk. Fotografujeme pro noviny. Praha: Orbis, 1960.